# Maria Orthwein

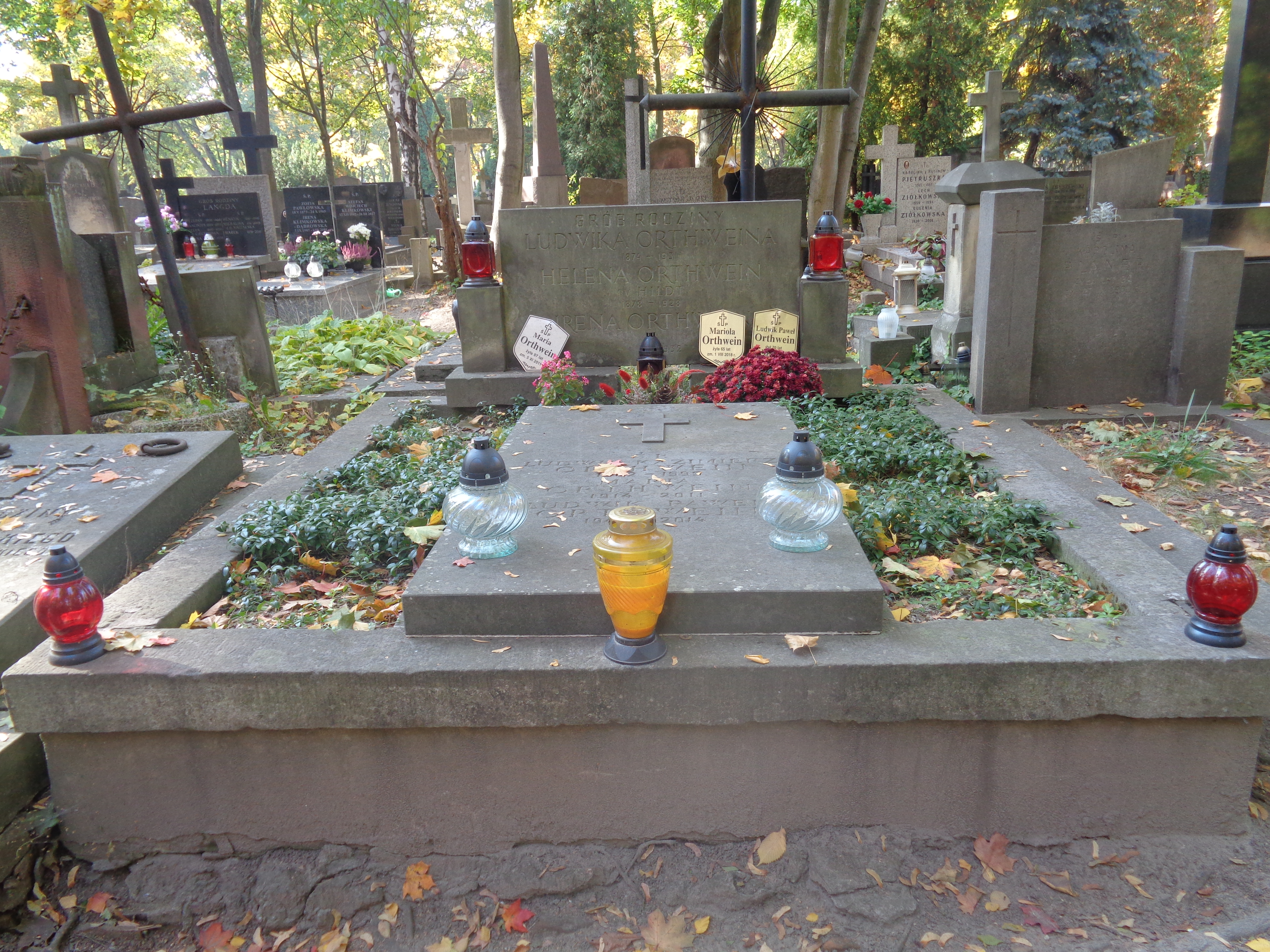
Grób Marii Orthwein na cmentarzu Powązkowskim

Maria Blizińska-Orthwein (ur. 9 maja 1914, zm. 5 listopada 2011 w Warszawie) – polska malarka, konserwator dzieł sztuki i pedagog.
Pod koniec I wojny światowej wraz z rodzicami w ok. 700 dziećmi trafiła z polskich Kresów za Ural, a następnie przez Władywostok do Japonii. Była najdłużej żyjącym tzw. „Dzieckiem Syberyjskim” ewakuowanym do Polski w latach dwudziestych XX wieku. Od 1933 do 1937 studiowała malarstwo w warszawskiej Miejskiej Szkole Sztuk Zdobniczych i Malarstwa, a następnie rozpoczęła pracę w Muzeum Narodowym. Po wybuchu II wojny światowej razem z prof. Michałem Walickim i pracownikami muzeum ratowała zbiory galerii malarstwa z płonącego budynku. Po zakończeniu działań wojennych powróciła do pracy w Muzeum Narodowym i należała do grupy pracowników restaurujących najcenniejsze obrazy, stanowiące skarby kultury narodowej, m.in. pędzla Jana Matejki. Dyplom kończący studia z konserwacji zabytków obroniła w 1951, razem z Bohdanem Marconim tworzyła polską szkołę konserwacji zabytków oraz Katedrę Konserwacji Zabytków na Akademii Sztuk Pięknych w Warszawie, gdzie przez wiele lat była wykładowcą. Przez dziewiętnaście lat kierowała Pracownią Konserwacji Malarstwa i Rzeźby Polichromowanej. 
W 1974 r. podczas konserwacji obrazu Ekstaza świętego Franciszka odkryła wraz z Zofią Marconi-Blizińską sygnaturę, uznaną za podpis El Greca. 
Pochowana na cmentarzu Powązkowskim (kwatera 113-1-7/8).